# Stigtomta socken
Stigtomta socken i Södermanland ingick i Jönåkers härad och är sedan 1971 en del av Nyköpings kommun, från 2016 inom Stigtomta distrikt.
Socknens areal är 85,11 kvadratkilometer, varav 72,0 land. År 1952 fanns här 1 658 invånare. Tätorten och kyrkbyn Stigtomta med sockenkyrkan Stigtomta kyrka ligger i socknen. 

## Administrativ historik
Stigtomta socken har medeltida ursprung. 
Vid kommunreformen 1862 övergick socknens ansvar för de kyrkliga frågorna till Stigtomta församling och för de borgerliga frågorna till Stigtomta landskommun. Landskommunen utökades 1952 och uppgick 1971 i Nyköpings kommun. Församlingen utökades 1995 och uppgick 2002 i Stigtomta-Vrena församling.
1 januari 2016 inrättades distriktet Stigtomta, med samma omfattning som Stigtomta församling hade 1999/2000 och fick 1995, och vari detta sockenområde ingår.
Socknen har tillhört län, fögderier, tingslag och domsagor enligt vad som beskrivs i artikeln Jönåkers härad.  De indelta soldaterna tillhörde Södermanlands regemente, Livkompaniet och Livregementets grenadjärkår, Södermanlands kompani.

## Geografi

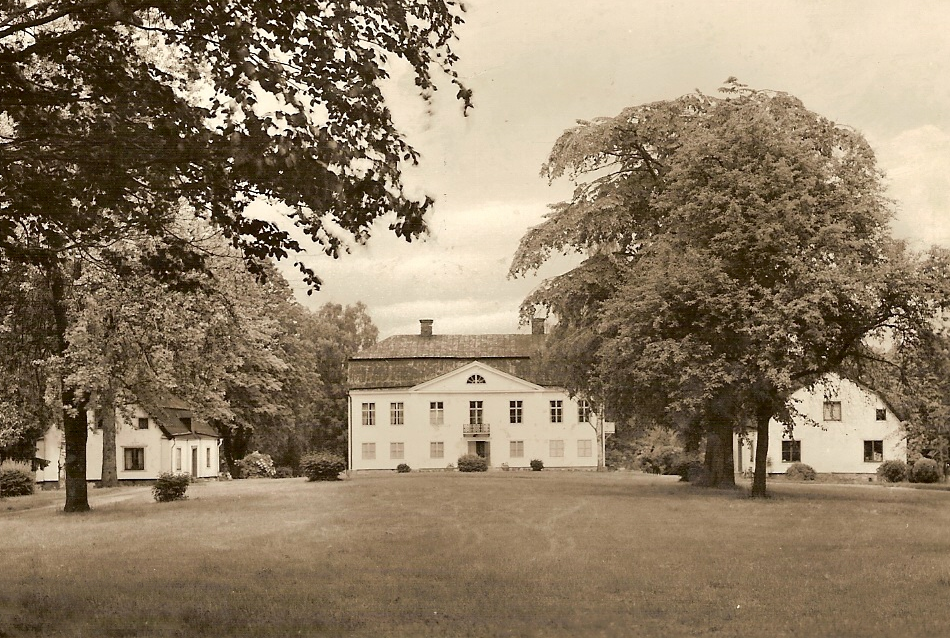
Viks säteri.

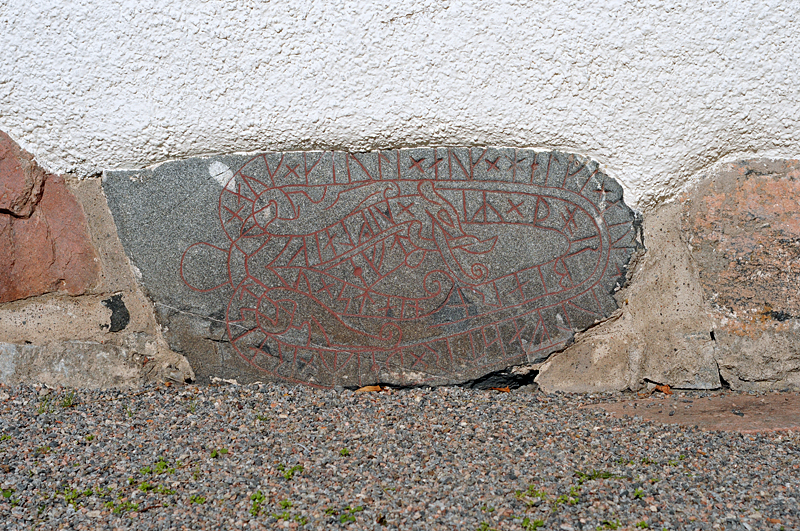
Runstenen Sö 48 inmurad i Stigtomta kyrka.

Stigtomta socken ligger nordväst om Nyköping med sjöarna Yngaren, Hallbosjön och Långhalsen i väster och norr. Socknen är kuperad med både odlingsmark och skogsmark.

## Fornlämningar
Från bronsåldern finns gravrösen och skärvstenshögar. Från järnåldern finns 37 gravfält. En fornborg och två runristningar är kända.
I bäcken vid Kärrsjö mosse finns lämningar efter Kärrsjö såg. Sågen var i drift 1910 men flyttades senare till Valinge gård.

## Namnet
Namnet (1314, Stighatomtum) kommer från kyrkbyn. Namnet innehåller stig, 'väg, stig' och plural av tomt. En huvudväg från Nyköping gick igenom socknen.

## Kända profiler med koppling till Stigtomta
- C.V.A. Strandberg, författare, journalist och översättare (Talis Qualis)
- Carl Gustaf Strandberg, jurist och författare
- Nils Wohlin, statistiker, ämbetsman och politiker
- Birgit Linder, svensk teaterpersonlighet
- Carl August Forssman, präst och kördirigent
- Ulf Peder Olrog, folklivsforskare, artist och kompositör
- Nathanael Cronsioe, koralkompositör och psalmförfattare